# Sveriges kommunistiska parti (1967)

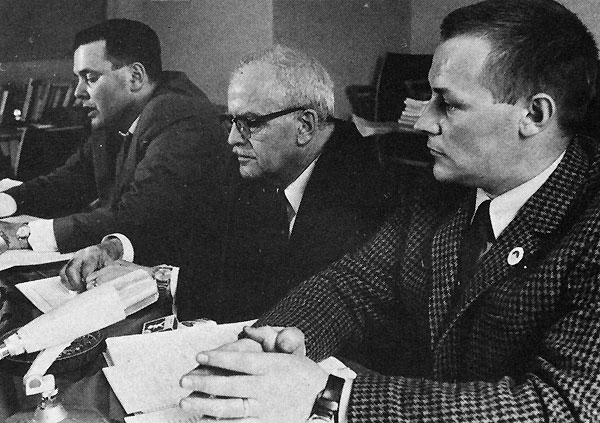
Konferens 1967 vid bildandet av Kommunistiska Förbundet Marxist-Leninisterna. Från vänster Bo Gustafsson, Nils Holmberg och Frank Baude.

Sveriges kommunistiska parti (SKP) var ett svenskt politiskt parti som bildades 1967 under namnet Kommunistiska Förbundet Marxist-Leninisterna (KFML). Det var en prokinesisk och antisovjetisk utbrytning ur Vänsterpartiet kommunisterna (VPK, nuvarande Vänsterpartiet). År 1973 bytte partiet namn till SKP, ett namn som genom åren har använts av flera besläktade kommunistiska rörelser i Sverige.
KFML/SKP var den största organisationen inom den maoistiska rörelsen i svensk vänster, och utgjorde en central del av den så kallade 68-vänstern. Under Vietnamkriget spelade partiet en viktig roll i Sverige genom att organisera solidaritetsarbetet via De förenade FNL-grupperna (DFFG), men KFML/SKP drabbades under sin existens av många splittringar och dess stjärna dalade från början av åttiotalet. Partiet avsvor sig så småningom kommunismen och bytte namn till Solidaritetspartiet (1986), men riksorganisationen upplöstes 1990. Kvarvarande grupper verkade lokalt, men den sista utslocknade 1994.
Partiet fick i riksdagsvalet 1979 över 10 000 röster men 1982 blev resultatet bara en handfull röster. Man tog enstaka kommunala mandat under 1970- och 1980-talet, med kommunvalet 1985 som främsta framgång. 

## Historik
Kommunistiska förbundet marxist-leninisterna (förkortat KFML, ibland KFml) bildades ursprungligen som en utbrytargrupp från VPK. Förste ordförande var doktoranden Bo Gustafsson, senare professor i ekonomisk historia. Partiets politik var hårdfört kommunistisk och trogen mot regeringen i Kina. Man anklagade, i linje med Mao Tse-tungs politik, Sovjetunionen och Vänsterpartiet kommunisterna för att ha anslutit sig till en "revisionistisk" linje. En viktig person i partiets ideologiska utveckling var Jan Myrdal, även om han inte spelade någon formell roll inom organisationen. Partiets nyckelroll inom den svenska solidaritetsrörelsen med FNL-gerillan i Vietnam bidrog till att öka rörelsens synlighet och inflytande, och hjälpte till att attrahera nya medlemmar och sympatisörer. År 1968 blev muraren Frank Baude från Göteborg ny förbundsordförande, men ersattes redan året därpå av läkaren och tidigare Clarté-ledaren Gunnar Bylin.
Redan 1970 splittrades den nya organisationen för första gången. Utbrytarna, under ledning av Baude, anklagade KFML för att ha blivit "socialdemokrater" och kallade nedsättande partiet för KFML(s). De markerade sin egen revolutionära karaktär genom att kalla sin organisation KFML(r), vilket stod för Kommunistiska förbundet marxist-leninisterna (revolutionärerna). Baudes utbrytargrupp, vilken kom att anamma en mer Stalinvänlig linje i kontrast till det ursprungliga KFML:s maoism, bytte senare namn till KPML(r) och fortlever idag som Kommunistiska partiet.

### Ombildningen till SKP
År 1973 antog KFML namnet Sveriges Kommunistiska Parti, SKP. Detta väckte stor uppmärksamhet eftersom det var Vänsterpartiet kommunisternas tidigare partinamn. Namnet var emellertid inte juridiskt skyddat och då VPK inte använt partinamnet i två val var det juridiskt fritt för ett annat parti att använda denna partibeteckning. År 1975 beviljades Bylin tjänstledighet för studier och ersattes av vice partiordföranden Roland Pettersson. 
År 1976 genomförde SKP sin andra kongress, den första under det nya namnet, under vilken en uppgörelse skedde med en så kallad högeravvikelse i partiet. I samband med detta lämnade flera tidigare ledande personer SKP. Dit hörde bland andra Bo Gustafsson, professor i ekonomisk historia vid Uppsala universitet och tidigare partiordförande, och Sture Ring, ordförande för Grafiska fackföreningen i Stockholm och den ende facklige ledare av betydelse som var associerad med SKP. Följande år genomdrevs ytterligare en våg avhopp och uteslutningar, vid vilken även Bylin slutgiltigt försvann ut i kulisserna. 
Den väpnade konflikten mellan Vietnam och Kina 1979 demoraliserade rörelsen, och år 1980 splittrades partiet ännu en gång, genom uteslutningen av en falang som var kritisk till högervridningen i Kina efter Maos död. Dessa kom att bilda Sveriges kommunistiska parti (marxist–leninisterna) som senare bytte namn till Sveriges kommunistiska arbetarparti.

### Nedgång på åttiotalet
1980-talet kom, i linje med Pekings politik, att präglas av hårda tongångar mot Sovjetunionen, vilket bland annat tog sig uttryck i en försvarsvänlig hållning och aktivism mot Sovjetunionens ockupation av Afghanistan. Perioden var emellertid en krisperiod för partiet. Många medlemmar och ledare lämnade partiet, inklusive Bylins efterträdare som partiledare, typografen och byggarbetaren Roland Pettersson. Det krympande partiet började också distansera sig från maoismen. 
Vid sin femte kongress i Märsta 1986 bytte SKP namn till Solidaritetspartiet, SOL. Partiet övergav också kommunismen och antog en mer allmänt vänsterpolitisk plattform, fortfarande skarpt kritisk mot Sovjetunionen. Ny partiledare blev Jan-Olof Norell, SKP:s kommunfullmäktigeledamot i Vallentuna. Partiorganet Gnistan fick namnet Solidaritets-Gnistan.
I Laxå och Mariestad bytte partiet inför valet 1988 namn till Kommunal vänster, medan man i Sigtuna och Vallentuna fortsatte under namnet Solidaritetspartiet. 1990 upplöstes Solidaritetspartiets riksorganisation, och vad som återstod av de lokala organisationerna tacklade snabbt av. Solidaritetspartiet förblev dock representerat i Vallentunas kommunfullmäktige fram till 1994. Det året uppmanade företrädare för partiet väljarna att rösta på Socialdemokraterna istället, varefter den sista partiverksamheten upphörde.
Partinamnet SKP övertogs 1995 av Arbetarpartiet kommunisterna, en rivaliserande Moskvatrogen VPK-utbrytargrupp ledd av Rolf Hagel. Denna organisation, som alltså inte härstammar från VPK/KFML-splittringen 1967, behåller namnet idag.

## Allmänna val
KFML ställde för första gången upp i ett svenskt riksdagsval 1970 och fick då 0,4 % av rösterna, vilket sedan aldrig överträffades.
KFML/SKP hade kommunal representation i Vadstena, Mariestad, Gällivare, Laxå, Vallentuna, Hofors och Sigtuna. Kommunalt var partiets bästa val 1985 då det fick elva mandat fördelade på fem kommuner. År 1985 var sista året då SKP fick kommunala mandat under detta namn. Partiet erhöll då tre mandat i Laxå, två vardera i Gällivare och Mariestad, och ett vardera i Sigtuna, Vadstena och Vallentuna. I Gällivare var, från 1979 till 1988, SKP representerat i kommunfullmäktige jämte APK, som 1995 antog samma namn. 
Efterföljaren Solidaritetspartiet, som splittrats från SKP på lokal nivå, behöll dock mandat i i Vallentuna till kommunvalet 1994.

## Organisation
Trots att partiet var litet, hade det en stor andel aktiva medlemmar och en mängd partianknutna verksamheter under sina aktiva år. Flera unga akademiker, skribenter och kulturpersonligheter som senare skulle nå framträdande roller i samhället var knutna till partiet under dess mest aktiva år.

### Ungdomsverksamhet
Under de första åren fanns ett nära samarbete med Clarté, som fungerade mer eller mindre som partiets ungdomsförbund. Senare bildades dock ett eget ungdomsförbund, Röd Ungdom.

### Partipress
Partiet gav ut tidningen Gnistan mellan 1967 och 1986 (efterföljaren Solidaritetspartiet fortsatte utgivningen under namnet Solidaritets-Gnistan till 1989) samt den teoretiska tidskriften Marxistiskt Forum fram till 1985.

### Förlagsverksamhet
Partiets förlag hette Oktoberförlaget och drevs av förläggaren Kalle Hägglund. Över 300 böcker, såväl fack- som världslitteratur och klassiker, samt ett 30-tal skivor i vinyl i alla möjliga genrer gavs ut under förlagets decennielånga existens. Ofta var organisationer med namnet Oktober knutna till SKP. Oktober syftade på den ryska oktoberrevolutionen 1917.

## Kända personer i KFML/SKP
- Robert Aschberg
- Anders Björnsson
- Tomas Bolme
- Knut Carlqvist
- Lasse Cornell
- Christian Diesen
- Peppe Engberg
- Jan Guillou
- Bo Gustafsson
- Carl Hamilton
- Nils Holmberg
- Harald Holst
- Peter Kadhammar
- Thorbjörn Larsson
- Knut Lindelöf
- Stefan Lindgren
- Sköld Peter Matthis
- Ulf Mårtensson (DFFG)
- Gunnar Ohrlander
- Göran Rosenberg
- Jan Stolpe
- Dick Sundevall
- Jörgen Widsell

En av partiets allra kändaste före detta sympatisörer är fiktiv: Jan Guillous litterära figur Carl Hamilton, underrättelseofficer och huvudperson i Hamiltonbokserien som utkom 1986-1995. Hamilton sägs i böckerna ha varit medlem i SKP-influerade Clarté och ha influerats i försvarsvänlig riktning av den starkt antisovjetiska politik som präglade SKP och dess frontorganisationer efter brytningen mellan Peking och Moskva.